# Phanoxyla
Phanoxyla é um gênero de mariposa pertencente à família Bombycidae.